# آندرا لوی

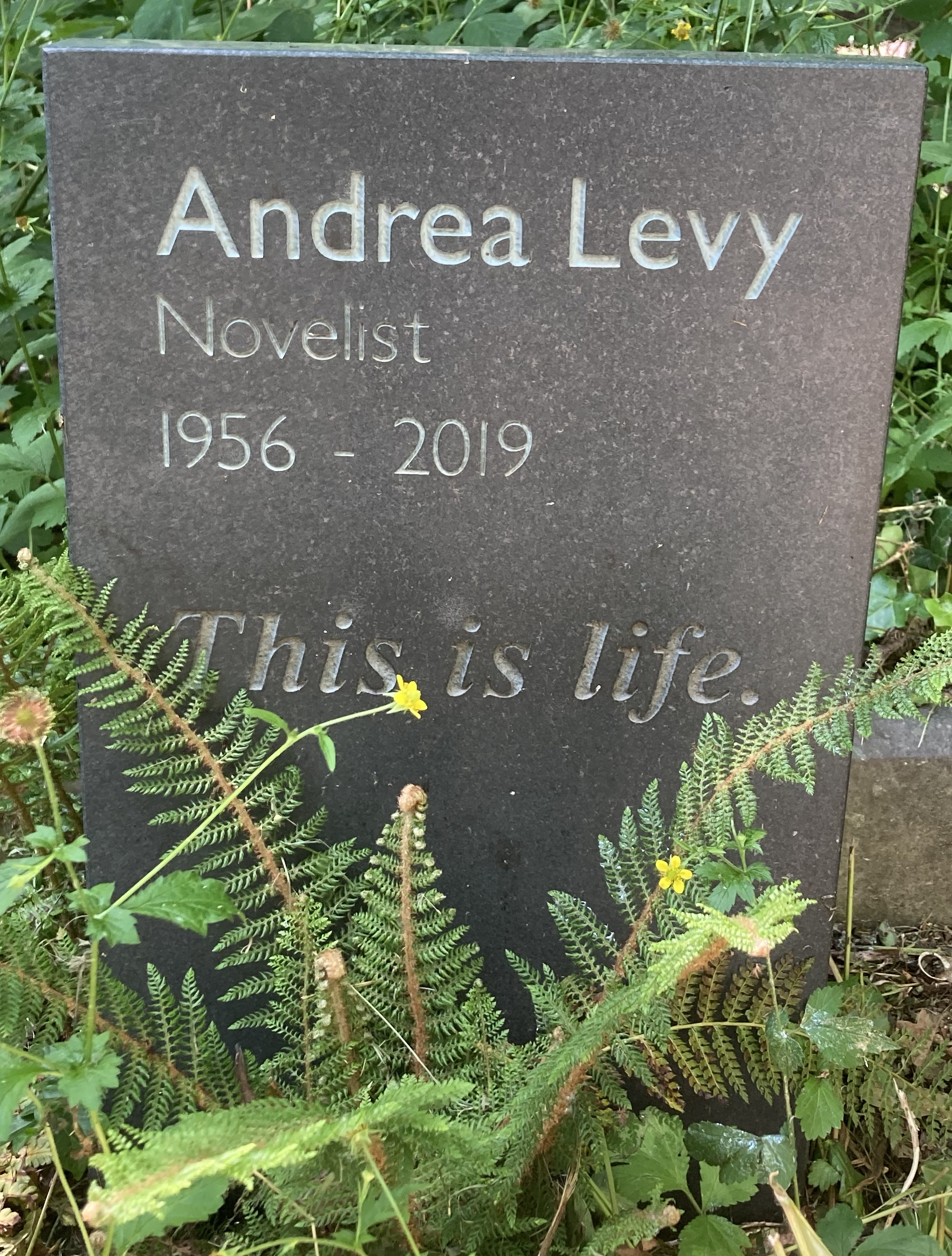
سنگ قبر آندرا لوی در گورستان هایگیت

آندرا لوی (به انگلیسی: Andrea Levy) (زاده ۷ مارس ۱۹۵۶ – درگذشته ۱۴ فوریه ۲۰۱۹) رمان‌نویس متولد لندن انگلستان از والدینی اهل جاماییکا بود. شناخته‌شده‌ترین اثر او رمان جزیره کوچک است که در سال ۲۰۰۴ آن را نگاشت.

## جوایز
- جایزه ادبیات داستانی زنان ۲۰۰۴: جزیره کوچک
- جایزه ادبی کاستا بوک ۲۰۰۴: جزیره کوچک
- جایزه نویسندگان کشورهای مشترک‌المنافع ۲۰۰۵: جزیره کوچک
- جایزه ادبی من بوکر ۲۰۱۰: شعر بلند
- جایزه والتر اسکات ۲۰۱۱: شعر بلند
- شش داستان و یک مقاله ۲۰۱۴: شابک ‎۹۷۸ ۱ ۴۷۲۲ ۲۲۶۷ ۱